# Chionis
Chionis es un género de aves caradriformes de la familia Chionidae conocidas vulgarmente como palomas antárticas o picovainas. Es el único género de su familia. Incluye dos especies de aves nativas de la Antártida, son las únicas aves antárticas sin migraciones.
Tienen plumaje blanco, con solo la cara y las patas de distintos colores distinguiéndose las dos especies.
Son carroñeros, y son ovovíparos. Ponen de 2 a 3 huevos blancos en el suelo.

## Especies
Se reconocen dos especies de Chionis:
- Chionis alba - paloma antártica blanca
- Chionis minor - paloma antártica de cara negra

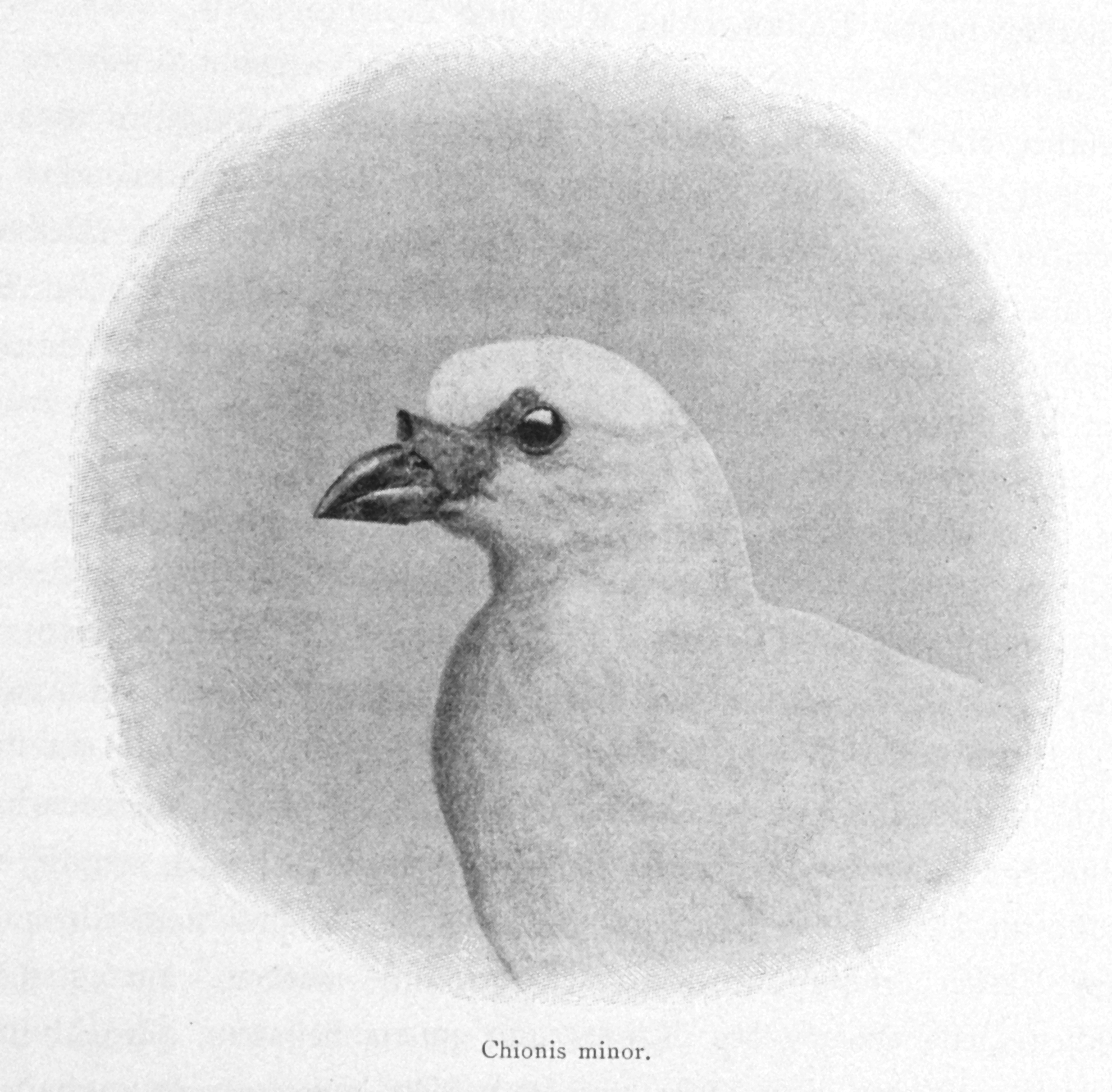
Chionis minor